# Сич-1М
«Сич-1М» (укр. Січ-1М; англ. Sich-1М) — украинский космический аппарат, искусственный спутник Земли, предназначавшийся для дистанционного зондирования Земли.
Разработчик: Государственное предприятие «Конструкторское бюро „Южное“ им. М. К. Янгеля». Производитель: Государственное предприятие «Производственное объединение „Южный машиностроительный завод им. А. М. Макарова“».
Спутник «Сич-1М» был запущен 24 декабря 2004 года в 13:20 с космодрома «Плесецк» (Россия) с помощью ракеты-носителя «Циклон-3» вместе с микроспутником КС5МФ2. 24 декабря в ходе вывода спутников на околоземную орбиту из-за отклонения параметров движения ракеты-носителя на участке работы третьей ступени КА «Сич-1М» получил возмущения, что привело к отклонению параметров орбиты от расчётных и нарушение ориентации космического аппарата в пространстве.
Спутник работал до 15 апреля 2006 года.

## Назначение
«Сич-1М» был предназначен для получения информации одновременно в оптическом, инфракрасном и микроволновом диапазонах. Установленный на космическом аппарате «Сич-1М» комплекс исследовательской аппаратуры позволяет решать ряд практических и научных задач по исследованию атмосферы Земли и Мирового океана, мониторингу гидрологической и ледовой обстановки, растительных и почвенных покровов суши и др.
На спутнике была размещена аппаратура международного проекта «Вариант» для исследования ионосферы. Это первый международный научный проект, возглавлявшийся украинскими специалистами.

### Параметры орбиты КА «Сич-1М»
- апогей — 644 км, перигей — 285 км,
- период обращения — 93.262 мин,
- наклонение — 82,57 град.

## Основные характеристики КА
Спутник «Сич-1М» создан на конструктивной платформе первого украинского спутника «Сич-1», но аппаратурный комплекс КА гораздо современнее.
- Усовершенствованный сканер обеспечивал разрешение на порядок выше (пространственное разрешение 24 м).
- Улучшенные параметры локатора бокового обзора — полоса обзора радиолокатора бокового обзора расширена с 450 до 700 км.
- Оптико-микроволновый сканер МТВЗА-ОК для одновременных измерений в видимом, ИК и СВЧ-диапазонах обеспечит глобальный мониторинг окружающей среды в интересах метеорологии, океанологии, решение задач рыболовного промысла, изучение климата.
- На спутнике устанавливается аппаратура спутниковой навигации космической системы NAVSTAR и цифровая радиолиния из международных диапазонов 8,2 ГГц и 1,7 ГГц с дисковым запоминающим устройством накопления данных.
- Качественно новым был и наземный комплекс приёма, обработки и распространения информации наблюдения Земли.

## Направления исследований
Одной из задач запуска спутника «Сич-1М» было обеспечение эксперимента «Вариант» — исследование предвестников землетрясений. Сроки запуска спутника совпадали со сроками запуска французского микроспутника DEMETR, главной задачей которого является мониторинг сейсмических явлений в ионосфере. Одновременные наблюдения в двух точках пространства создали принципиально новые возможности для повышения достоверности результатов исследований. В рамках научных программ оба спутника должны были осуществлять скоординированные наземные эксперименты и эксперименты по дистанционному зондированию, согласованные по времени с графиком работы спутника TIMED и наземных средств обслуживания. Будет выполнен ретроспективный анализ данных, полученных в результате предыдущих запусков спутников (в частности эксперимента WINDII на борту спутника UARS, спутников ALOUETTE-1, ISS-b и Интеркосмос-19).